# 단발머리 (AOA의 음반)
《단발 머리》는 그룹 AOA의  첫번째 미니앨범이다. 2014년 6월 19일에 발매되었다.

## 활동 개요
타이틀곡 ‘단발머리 (Short Hair)’는 ‘짧은치마’에 이어 가요계 히트 메이커 용감한 형제와 AOA의 두 번째 합작품으로 발매 전부터 화제를 모은 곡이다.
’짧은치마’로 1위 가수 타이틀을 거머쥔 AOA는 이번엔 곡 제목처럼 상큼 발랄한 ‘단발머리 (Short Hair)’로 변신, 색다른 매력을 뽐내었다. AOA의 ‘단발머리 (Short Hair)’는 심경의 변화가 있을 때 헤어스타일에 변화를 주는 여성들의 심리를 쉽고 솔직한 가사로 풀어내어 공감을 이끌어낸다. 타이틀곡인 단발머리는 2014년 7월 4일 뮤직뱅크에서 1위 후보에 올라가기도 했지만 BEAST의 벽을 넘지 못하고 2위에 머물렀다.

## 수록곡
| #  | 제목                              | 작사                    | 작곡                    | 편곡                            | 재생 시간 |
| -- | --------------------------------- | ----------------------- | ----------------------- | ------------------------------- | --------- |
| 1. | 〈Fantasy〉                       | 별들의전쟁              | 별들의전쟁, 아테나      | 별들의전쟁, 아테나              |           |
| 2. | 〈단발머리 (Short Hair)〉         | 용감한 형제             | 용감한 형제, 코끼리왕국 | 용감한 형제, 코끼리왕국         |           |
| 3. | 〈Joa Yo!〉                       | 별들의전쟁, 용감한 형제 | 별들의전쟁, 용감한 형제 | 별들의전쟁                      |           |
| 4. | 〈내 반쪽〉                       | 용감한 형제             | 용감한 형제, 코끼리왕국 | 용감한 형제, 코끼리왕국, 이정민 |           |
| 5. | 〈말이 안 통해〉                  | 별들의전쟁, 용감한 형제 | 별들의전쟁, 용감한 형제 | 별들의전쟁                      |           |
| 6. | 〈단발머리 (Short Hair) (Inst.)〉 |                         | 용감한 형제, 코끼리왕국 | 용감한 형제, 코끼리왕국         |           |
| 7. | 〈Joa Yo! (Inst.)〉               |                         | 별들의전쟁, 용감한 형제 | 별들의전쟁                      |           |